# 和山やま
和山山（和山 やま）（1995年1月25日—），日本漫畫家。

## 經歷
大學2年級時以「和山友彥」為名參加第67屆千葉徹彌賞一般部門，入選。
2019年在COMITIA127發售同人誌《為你著迷》引起《Comic Beam》編輯關注，進而將該作品商業出版。
2020年《為你著迷》獲得第23屆日本新媒體動漫藝術節漫畫部門新人賞、第24屆手塚治虫文化賞短篇賞。同年12月以《女校之星》、《去唱卡拉OK吧！》分別獲得《這本漫畫真厲害！2021》女性篇第1名及第5名。

## 作品

###### 连载
- 去家庭餐廳吧。（ファミレス行こ。）（KADOKAWA 《Comic Beam》2020年12月号 - 连载中》- 短篇系列
- 女校之星（女の園の星）（祥传社 《FEEL YOUNG》2020年2月号 - 连载中》

### 短篇
- 优等生的问题（暂译）（優等生の問題）（《MOAE》2015年6月11日刊载） - 和山友彦名义 2015年前期·第67回千叶彻弥赏一般部门入选作品[1]
- 去海滩吧（暂译）（渚へいこう）（《周刊D MORNING 短篇增刊2016年冬号》2016年12月15日刊载[3]）

### 其他
- 《浦安铁筋家族》系列30周年贺图（《週刊少年Champion》2023年10月号[4]）

## 单行本
- 为你着迷（夢中さ、きみに。）（KADOKAWA、BEAM COMICS、全1卷、2019年8月10日发售、ISBN 978-4-04-735718-1）
- 女校之星（祥传社、FEEL COMICS、3卷、2020年 - 待续）
  1. 2020年7月8日发售、ISBN 978-4-396-76797-6
  2. 2021年5月8日发售、ISBN 978-4-396-76819-5
  3. 2022年12月8日发售、ISBN 978-4-396-76869-0
- 去唱卡拉OK吧！（カラオケ行こ！）（KADOKAWA、BEAM COMICS、全1卷、2020年9月12日发售、ISBN 978-4-04-736151-5）
- 去家庭餐厅吧。（KADOKAWA、BEAM COMICS、1卷、2023年 - 待续）
  1. 上 2023年12月28日发售、ISBN 978-4-047-37747-9
    - 上  2023年12月28日发售、ISBN 978-4-047-37748-6（特装版）